# Hemsbach (Kahl)
Der Hemsbach ist ein etwa 3,2 km langer und linker Zufluss der Kahl im unterfränkischen Landkreis Aschaffenburg im bayerischen Spessart.

## Name
Der Name Hemsbach besteht aus den mittelhochdeutschen Wörtern hagen (später Hain), das „kleines Wäldchen“ bedeutet und bach. Als Erklärung ergibt sich daraus „Bach, der durch ein Wäldchen fließt“. Der Hemsbach gab dem Ort Hemsbach seinen Namen. Den gleichen Namensursprung haben auch die naheliegenden Orte Heimbach und Heimbuchenthal.

## Geographie

### Verlauf

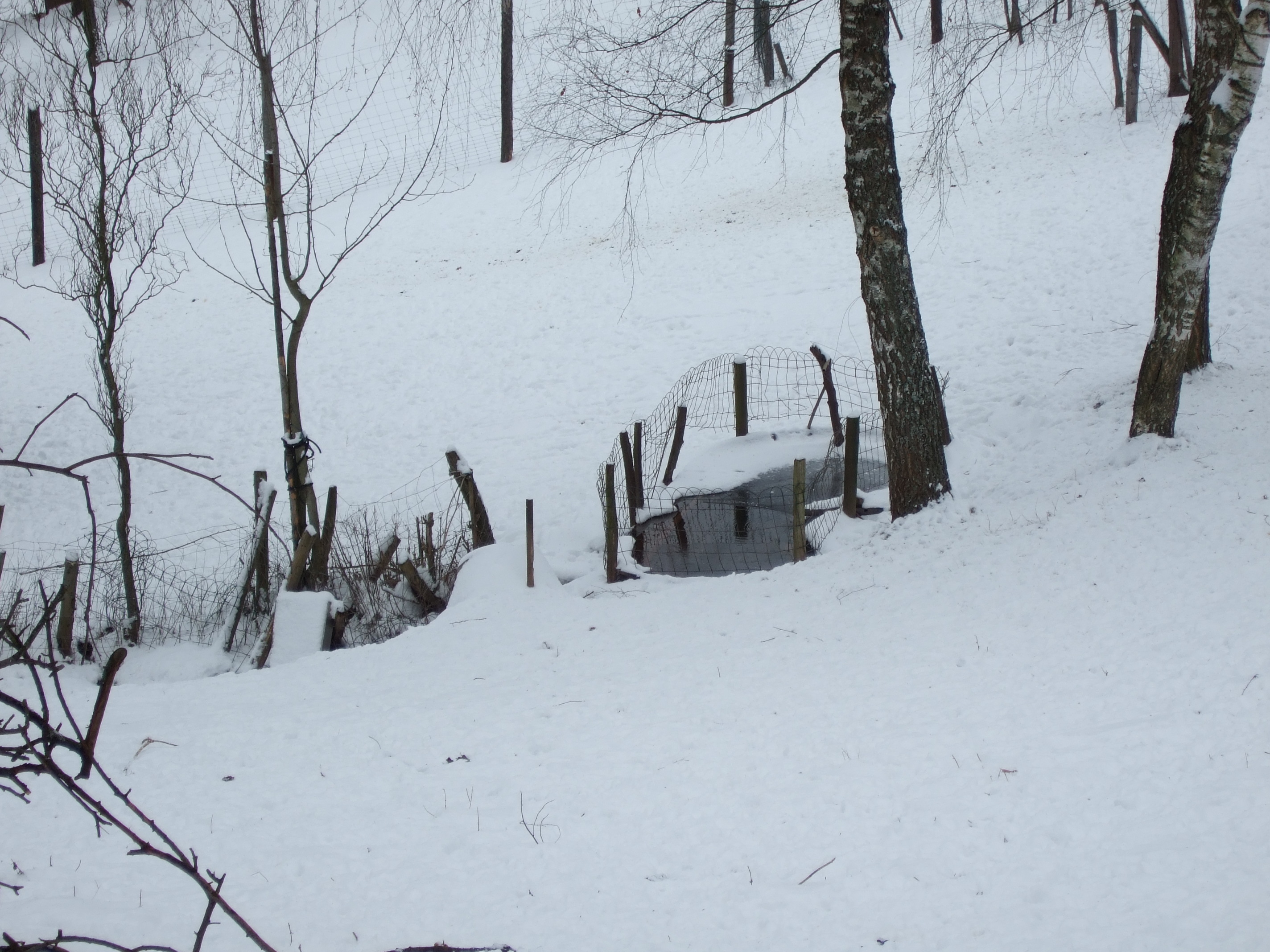
Die Hemsbachquelle südöstlich von Hemsbach

Der Hemsbach entspringt auf einer Höhe von 325 m ü. NHN in einem kleinen Tal südöstlich des Ortes Großhemsbach, der dem Markt Mömbris angehört. 
Der Hemsbach durchfließt den Ort Richtung Nordosten und wird von drei weiteren Bächen verstärkt. Davon entspringt einer im früheren Granitsteinbruch der Hohen Mark (heute Hahnenkammsee), dessen auch heute noch leicht rötliches Wasser, am Wendelinusstein in den Hemsbach fließt. 
Von dort bis kurz vor das Dorf Brücken, bildet der Hemsbach die Grenze zwischen den Gemarkungen Mömbris und Hemsbach. Ein weiterer Bach verläuft das Tal aus Kleinhemsbach an der Daunert herunter. In Brücken betrieb der Bach bis 1970 die Hemsbachmühle. Heute ist der Hemsbach im Ort komplett verrohrt. 
Er mündet schließlich am ehemaligen Feuerwehrhaus an der Bahnstrecke Kahl–Schöllkrippen auf einer Höhe von 153 m ü. NHN von links in die Kahl.
Der etwa 3,2 km lange Lauf des Hemsbachs endet ungefähr 172 Höhenmeter unterhalb seiner Quelle, er hat somit ein mittleres Sohlgefälle von circa 54 ‰.

### Einzugsgebiet
Das 3,4 km² große Einzugsgebiet  des Hemsbachs liegt im Spessart und wird durch ihn über die Kahl, den Main und den Rhein zur Nordsee entwässert.
Es grenzt
- im Südosten an das Einzugsgebiet des Fleutersbach, der in die Kahl mündet
- im Süden an das des Kahlzuflusses Reichenbach
- im Westen an das des Krebsbachs, der ebenfalls ein Zufluss der Kahl ist
- und im Norden an die Einzugsgebiete der kleinen Kahlzuflüsse Speichenbach, Kertelbach, Hitziger Lochgraben und Wüstenbach.

Die höchste Erhebung ist der 436 m ü. NHN hohe Hahnenkamm im Westen des Einzugsgebietes.

### Flusssystem Kahl
- Liste der Fließgewässer im Flusssystem Kahl

## Natur und Umwelt
Zu Betriebszeiten des Steinbruches konnte man das rote, stark verschmutzte Wasser noch einige Meter, nach der Mündung des Hemsbaches, in der Kahl erkennen. Im Jahr 2013 wurde die Verrohrung des Hemsbachs in Brücken erneuert.

## Geschichte

### Grenzsteine

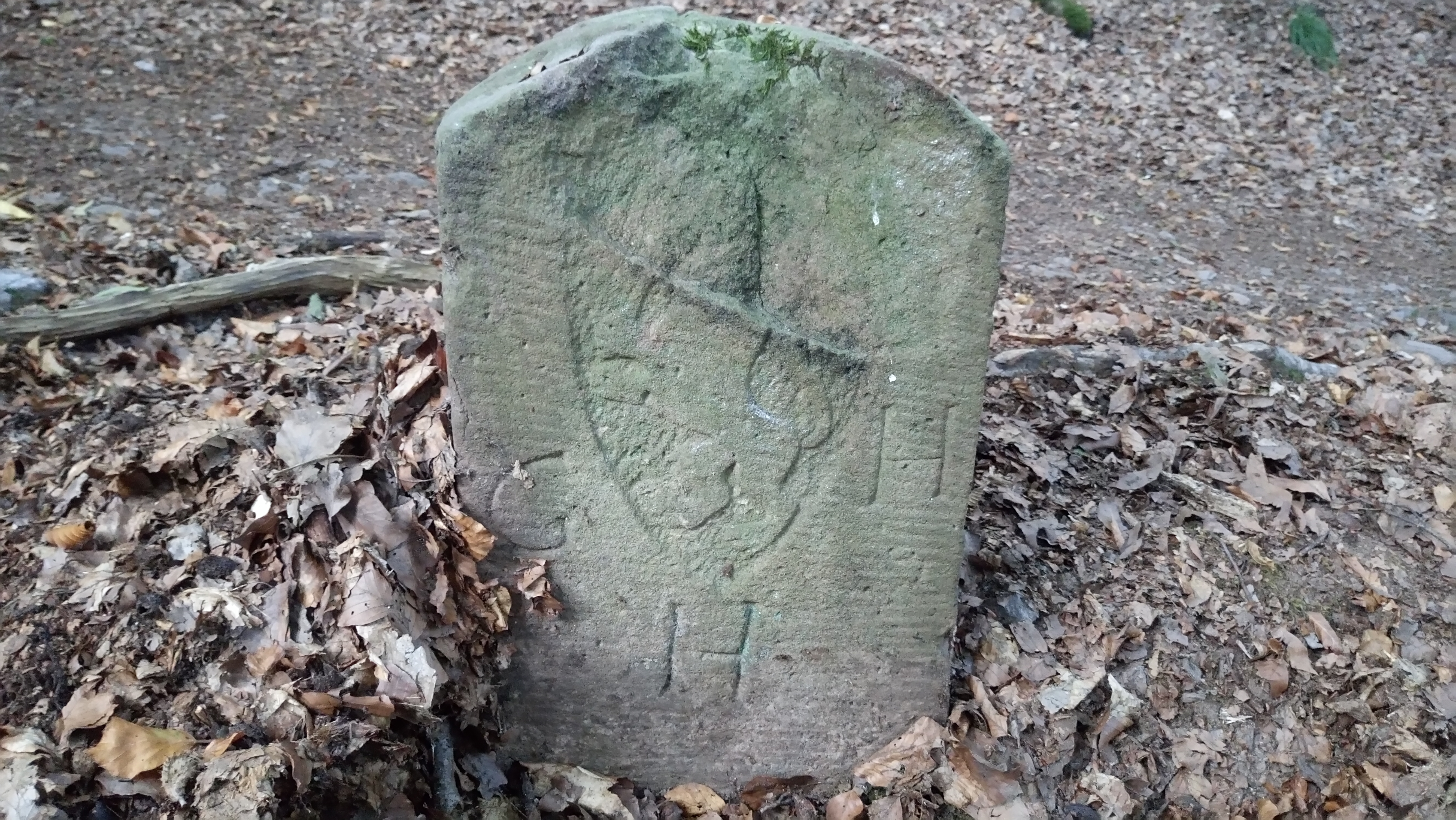
Ein Grenzstein in einem Seitental des Hemsbaches trennte die historischen Gebiete von Großherzogtum Hessen und Großherzogtum Frankfurt

Der Hemsbach war zwischen den Dörfern Hemsbach und Brücken nicht immer nur Grenzbach der Gemarkungen. Im Jahre 1810 trennte er die historischen Gebiete zweier früherer Staaten im Rheinbund. Auf der linken Seite lag das Territorium des Großherzogtums Hessen, dem der Ort Hemsbach im Amt Alzenau in der Provinz Starkenburg angehörte. Auf der rechten Seite befand sich das Großherzogtum Frankfurt mit der Pfarrei Mömbris im Departement Aschaffenburg. Am Bachlauf gab es an dieser Grenzlinie auch eine Reihe historischer Grenzsteine, die heute jedoch nicht mehr bestehen.

### Mühlen
- Hemsbachmühle

Siehe hierzu auch die Liste von Mühlen im Kahlgrund.